# Rachíl Makrí
Rachíl Makrí (grec moderne : Ραχήλ Μακρή), née le 13 juin 1973 à Ptolemaïda en Grèce, est une femme politique grecque.

## Biographie
Aux élections législatives grecques de janvier 2015, elle est élue députée au Parlement hellénique sur la liste de la SYRIZA dans la circonscription de Kozani.
Le 21 août 2015, elle quitte la SYRIZA avec vingt-quatre autres députés dissidents pour créer Unité populaire.